# Shannon Brändli
Shannon Brändli (* 31. August 2003) ist eine Schweizer Unihockeyspielerin, welche beim Nationalliga-A-Verein UH Red Lions Frauenfeld unter Vertrag steht.

## Karriere
Brändli stammt aus dem Nachwuchs der Red Lions Frauenfeld und debütierte 2019 für die erste Mannschaft. Nach zwei Saisons bei den Red Lions wechselte sie innerhalb der Nationalliga A zu den Red Ants Rychenberg Winterthur.